# Ранке, Отто
Эрнст Август Отто Ра́нке (нем. Ernst August Otto Ranke; 1 апреля 1880, Любек — 4 мая 1917, Западный фронт) — немецкий медик, психиатр.

## Биография
Отто Ранке — средний из троих сыновей лютеранского священника Леопольда Фридриха Ранке и его второй супруги Юлии, урождённой Бевер (1850—1924). Его старший брат — египтолог Герман Ранке, младший брат — филолог Фридрих Ранке. В 1899 году Отто Ранке окончил любекскую гимназию Катаринеум и продолжил образование в университетах Гёттингена, Мюнхена и Киля, где изучал медицину.
В 1904 году Отто Ранке успешно сдал государственный экзамен на врача в Гейдельберге и защитил докторскую диссертацию. В 1904—1905 годах работал врачом-ассистентом в психиатрической клинике в Мюнхене. В 1905 году перешёл на работу под началом Макса Фишера в новом лечебном учреждении в Вислохе, современном Северо-Баденском психиатрическом центре. В 1907 году Ранке был назначен ассистентом Франца Ниссля в Гейдельбергской психиатрической клинике. В 1908 году получил право преподавания психиатрии и 27 августа 1914 года был назначен экстраординарным профессором Гейдельбергского университета.
20 сентября 1905 года Отто Ранке женился на Шарлотте Текле Эльзе, урождённой Циттель, вдове Шмидт. У супругов родилось двое сыновей и была одна приёмная дочь.
В Первую мировую войну Отто Ранке служил врачом баварского батальона пехотного ландштурма «Розенгейм». Погиб 4 мая 1917 года и был похоронен на солдатском кладбище в Оссонсе, кантон Жюнивиль.

## Труды
- Ueber Gehirnveranderungen bei der angeborenen Syphilis. Fischer, Jena 1908., zugl. Habilitationsschrift, Univ. Heidelberg. ()
- Neue Kenntnisse und Anschauungen von dem mesenchymalen Synzytium und seinen Differenzierungsprodukten unter normalen und pathologischen Bedingungen: gewonnen mittels der Tanninsilbermethode von N. Achúcarro. (= Sitzungsberichte der Heidelberger Akademie der Wissenschaften, Mathematisch-Naturwissenschaftliche Klasse : Abteilung B, Biologische Wissenschaften ; 1913, 3). Winter, Heidelberg 1913.
- Zur Theorie mesenchymaler Differenzierungs- und Imprägnationsvorgänge: unter normalen und pathologischen Bedingungen (mit besonderer Berücksichtigung der Blutgefäßwand). (= Sitzungsberichte der Heidelberger Akademie der Wissenschaften, Mathematisch-Naturwissenschaftliche Klasse: Abteilung B, Biologische Wissenschaften ; 1914, 2). Winter, Heidelberg 1914.